# Hladké Životice
Hladké Životice (niem. Seitendorf) – gmina w Czechach, w powiecie Nowy Jiczyn, w kraju morawsko-śląskim. Według danych z dnia 1 stycznia 2012 liczyła 975 mieszkańców.
Miejscowość po raz pierwszy wzmiankowana została w 1324. Pierwotnie należała do księstwa opawskiego, lecz jako część klucza fulneckiego w 1480 roku została przepisana do Moraw.
W miejscowości jest przystanek kolejowy Hladké Životice.